# 1. Fußballclub Union Berlin 2001-2002
Questa voce raccoglie le informazioni riguardanti il 1. Fußballclub Union Berlin nelle competizioni ufficiali della stagione 2001-2002.

## Stagione
Nella stagione 2001-2002 l'Union Berlino, allenato da Georgi Vasilev, concluse il campionato di 2. Bundesliga al 6º posto. In Coppa di Germania l'Union Berlino fu eliminato agli ottavi di finale dal RW Oberhausen. In Coppa UEFA l'Union Berlino fu eliminato al secondo turno dal Liteks Loveč.

## Rosa
| N. |                       | Ruolo | Calciatore        |
| -- | --------------------- | ----- | ----------------- |
| 1  | Germania (bandiera)   | P     | Sven Beuckert     |
| 3  | Germania (bandiera)   | D     | Ronny Nikol       |
| 4  | Germania (bandiera)   | D     | Steffen Menze     |
| 5  | Germania (bandiera)   | D     | Marko Tredup      |
| 6  | Nigeria (bandiera)    | C     | Chibuike Okeke    |
| 7  | Slovacchia (bandiera) | D     | Ivan Kozák        |
| 8  | Bulgaria (bandiera)   | C     | Kostadin Vidolov  |
| 10 | Camerun (bandiera)    | A     | Ferdinand Chi Fon |
| 11 | Germania (bandiera)   | D     | Daniel Ernemann   |
| 12 | Germania (bandiera)   | C     | Andreas Ruhmland  |
| 13 | Germania (bandiera)   | A     | Lutuf Dinc        |
| 14 | Albania (bandiera)    | A     | Harun Isa         |

| N. |                                | Ruolo | Calciatore         |
| -- | ------------------------------ | ----- | ------------------ |
| 16 | Bulgaria (bandiera)            | C     | Hristo Koilov      |
| 17 | Germania (bandiera)            | P     | Patrick Vogel      |
| 18 | Germania (bandiera)            | C     | Sixten Veit        |
| 19 | Rep. Ceca (bandiera)           | C     | Jiří Balcárek      |
| 20 | Germania (bandiera)            | P     | Robert Wulnikowski |
| 21 | Germania (bandiera)            | C     | Cristian Fiél      |
| 22 | Serbia e Montenegro (bandiera) | C     | Božidar Đurković   |
| 23 | Serbia e Montenegro (bandiera) | A     | Sreto Ristić       |
| 25 | Germania (bandiera)            | C     | Christian Fährmann |
| 29 | Serbia e Montenegro (bandiera) | A     | Petar Divić        |
| 33 | Germania (bandiera)            | D     | Tom Persich        |

## Organigramma societario
Area tecnica
- Allenatore: Georgi Vasilev
- Allenatore in seconda: Ivan Tishanski
- Preparatore dei portieri:
- Preparatori atletici:

## Calciomercato

### Sessione estiva
| Acquisti | Acquisti           | Acquisti           | Acquisti |
| R.       | Nome               | da                 | Modalità |
| -------- | ------------------ | ------------------ | -------- |
| A        | Ferdinand Chi Fon  | Pogoń Stettino     |          |
| C        | Christian Fährmann | Fortuna Düsseldorf |          |
| C        | Cristian Fiél      | Kickers Stoccarda  |          |
| D        | Ivan Kozák         | TeBe Berlino       |          |
| A        | Sreto Ristić       | Ulma               |          |
| C        | Kostadin Vidolov   | CSKA Sofia         |          |

| Cessioni | Cessioni         | Cessioni               | Cessioni |
| R.       | Nome             | da                     | Modalità |
| -------- | ---------------- | ---------------------- | -------- |
| A        | Levente Bozsik   | Fortuna Colonia        |          |
| A        | Daniel Teixeira  | Eintracht Braunschweig |          |
| P        | René Finger      | Eintracht Northeim     |          |
| D        | Adalbert Zafirov | CSKA Sofia             |          |
| C        | Jens-Uwe Zöphel  | Wacker Burghausen      |          |

### Sessione invernale
| Acquisti | Acquisti    | Acquisti     | Acquisti |
| R.       | Nome        | da           | Modalità |
| -------- | ----------- | ------------ | -------- |
| C        | Sixten Veit | Beşiktaş     |          |
| A        | Petar Divić | OFK Belgrado |          |

| Cessioni | Cessioni        | Cessioni             | Cessioni |
| R.       | Nome            | da                   | Modalità |
| -------- | --------------- | -------------------- | -------- |
| C        | Manuel Benthin  | Alemannia Aquisgrana |          |
| D        | Emil Kremenliev | Spartak Varna        |          |
| D        | Gert Müller     | Paderborn            |          |
| C        | Michael Zechner | Paderborn            |          |

## Risultati

### 2. Bundesliga

#### Girone di andata
| Arbitro: | Jansen |

|             |           |                       |
| Vidolov 76’ | Marcatori | 82’ (aut.) Kremenliev |

| Arbitro: | Anklam |

|  |           |                               |
|  | Marcatori | 25’ Koilov 55’ Ristić 89’ Isa |

| Arbitro: | Kammerer |

|                                               |           |  |
| Fiél 30’ Ristić 61’, 66’ Isa 73’ Ernemann 85’ | Marcatori |  |

| Arbitro: | Schmidt |

|                          |           |             |
| Kampf 71’, 88’ Laars 78’ | Marcatori | 4’, 50’ Isa |

| Arbitro: | Voss |

|                                                    |           |  |
| Chifon 33’ Ristić 34’ Vidolov 45’, 56’ (rig.), 90’ | Marcatori |  |

| Arbitro: | Albrecht |

|             |           |           |
| Vukotić 51’ | Marcatori | 59’ Menze |

| Arbitro: | Lange |

|                               |           |  |
| Ristić 1’ Okeke 18’ Menze 87’ | Marcatori |  |

| Arbitro: | Späker |

|                       |           |                                     |
| Choji 62’ (rig.), 90’ | Marcatori | 16’ Menze 54’ Isa 85’ (rig.) Ristić |

| Arbitro: | Scheppe |

|  |           |                                           |
|  | Marcatori | 3’, 69’, 71’ (rig.) Kryszałowicz 58’ Yang |

| Arbitro: | Kemmling |

|                                           |           |            |
| Dammeier 20’ Vata 53’, 76’ Wichniarek 71’ | Marcatori | 67’ Ristić |

| Arbitro: | Weber |

|  |           |           |
|  | Marcatori | 37’ Gruev |

| Fürth 4 novembre 2001, ore 15:00 CET 12ª giornata | Greuther Fürth | 0 – 0 referto | Union Berlino | Playmobil-Stadion (7 093 spett.)\| Arbitro: \| Margenberg \| |
| Arbitro:                                          | Margenberg     |               |               |                                                              |

| Arbitro: | Rafati |

|          |           |         |
| Graf 51’ | Marcatori | 82’ Isa |

| Arbitro: | Trautmann |

|                                                 |           |             |
| Fiél 37’, 81’ Menze 52’, 85’ (rig.) Vidolov 56’ | Marcatori | 68’ Schmidt |

| Arbitro: | Späker |

|                               |           |            |
| Breitenreiter 35’ Seifert 52’ | Marcatori | 88’ Ristić |

| Arbitro: | Stachowiak |

|          |           |  |
| Fiél 41’ | Marcatori |  |

| Arbitro: | Koop |

|                   |           |  |
| N'Kufo 13’ (rig.) | Marcatori |  |

#### Girone di ritorno
| Arbitro: | Fandel |

|                               |           |                     |
| Krupniković 2’, 62’ Diouf 30’ | Marcatori | 60’ Vidolov 70’ Isa |

| Arbitro: | Brych |

|                                |           |          |
| Fiél 2’ Ristić 29’ Vidolov 65’ | Marcatori | 56’ Judt |

| Arbitro: | Strampe |

|                     |           |                      |
| Bella 55’ Labak 79’ | Marcatori | 30’ Ristić 60’ Divić |

| Arbitro: | Anklam |

|                      |           |  |
| Vidolov 7’ Divić 36’ | Marcatori |  |

| Arbitro: | Schößling |

|                    |           |                     |
| Malchow 74’ (rig.) | Marcatori | 13’ Ristić 61’ Fiél |

| Arbitro: | Aust |

|                               |           |  |
| Everaldo 65’ (aut.) Nikol 90’ | Marcatori |  |

| Arbitro: | Scheppe |

|  |           |           |
|  | Marcatori | 47’ Divić |

| Arbitro: | Margenberg |

|                              |           |  |
| Isa 55’ Ristić 77’ Okeke 81’ | Marcatori |  |

| Arbitro: | Perl |

|                                |           |                        |
| Kryszałowicz 11’ Guié-Mien 74’ | Marcatori | 57’ Menze 86’ Đurković |

| Arbitro: | Sippel |

|                        |           |                     |
| Ristić 25’ Vidolov 53’ | Marcatori | 50’ (rig.) Albayrak |

| Arbitro: | Pickel |

|            |           |          |
| Kienle 45’ | Marcatori | 9’ Divić |

| Berlino 28 marzo 2002, ore 19:00 CET 29ª giornata | Union Berlino | 0 – 0 referto | Greuther Fürth | Stadion An der Alten Försterei (12 395 spett.)\| Arbitro: \| Gagelmann \| |
| Arbitro:                                          | Gagelmann     |               |                |                                                                           |

| Arbitro: | Meyer |

|            |           |                              |
| Ristić 30’ | Marcatori | 36’ Çetin 42’ Graf 50’ Fuchs |

| Arbitro: | Berg |

|           |           |               |
| Grlić 37’ | Marcatori | 4’, 55’ Divić |

| Arbitro: | Wagner |

|  |           |                       |
|  | Marcatori | 56’ Schwarz 58’ Čížek |

| Arbitro: | Keßler |

|                            |           |           |
| Buckley 9’ Fahrenhorst 88’ | Marcatori | 16’ Divić |

| Arbitro: | Stark |

|                                     |           |            |
| Fiél 58’ (rig.) Vidolov 83’ Isa 90’ | Marcatori | 71’ N'Kufo |

### Coppa di Germania
| Arbitro: | Gagelmann |

|                    |           |  |
| Vidolov 67’ (rig.) | Marcatori |  |

| Arbitro: | Kammerer |

|  |           |                                 |
|  | Marcatori | 78’ Fiél 80’ Đurković 86’ Menze |

| Arbitro: | Kinhöfer |

|           |           |                               |
| Divić 86’ | Marcatori | 41’ (rig.) Lipinski 89’ Hayer |

### Coppa UEFA
| Arbitro: | Bozinovski |

|              |           |            |
| Väisänen 13’ | Marcatori | 70’ Ristić |

| Arbitro: | Bennett |

|                                    |           |  |
| Đurković 36’ Chifon 43’ Koilov 90’ | Marcatori |  |

| Arbitro: | Sundell |

|  |           |                           |
|  | Marcatori | 50’ Bornosuzov 90’ Petrov |

| Loveč 30 ottobre 2001, ore 17:30 CET Secondo turno | Liteks Loveč | 0 – 0 referto | Union Berlino | Gradski (5 000 spett.)\| Arbitro: \| Jakobsson \| |
| Arbitro:                                           | Jakobsson    |               |               |                                                   |

## Statistiche

### Statistiche di squadra
| Competizione      | Punti | In casa | In casa | In casa | In casa | In casa | In casa | In trasferta | In trasferta | In trasferta | In trasferta | In trasferta | In trasferta | Totale | Totale | Totale | Totale | Totale | Totale | DR  |
| Competizione      | Punti | G       | V       | N       | P       | Gf      | Gs      | G            | V            | N            | P            | Gf           | Gs           | G      | V      | N      | P      | Gf     | Gs     | DR  |
| ----------------- | ----- | ------- | ------- | ------- | ------- | ------- | ------- | ------------ | ------------ | ------------ | ------------ | ------------ | ------------ | ------ | ------ | ------ | ------ | ------ | ------ | --- |
| 2. Bundesliga     | 56    | 17      | 11      | 2       | 4       | 36      | 15      | 17           | 5            | 6            | 6            | 25           | 26           | 34     | 16     | 8      | 10     | 61     | 41     | +20 |
| Coppa di Germania | -     | 2       | 1       | 0       | 1       | 2       | 2       | 1            | 1            | 0            | 0            | 3            | 0            | 3      | 2      | 0      | 1      | 5      | 2      | +3  |
| Coppa UEFA        | -     | 2       | 1       | 0       | 1       | 3       | 2       | 2            | 0            | 2            | 0            | 1            | 1            | 4      | 1      | 2      | 1      | 4      | 3      | +1  |
| Totale            | 56    | 21      | 13      | 2       | 6       | 41      | 19      | 20           | 6            | 8            | 6            | 29           | 27           | 41     | 19     | 10     | 12     | 70     | 46     | +24 |

### Andamento in campionato
| Giornata  | 1  | 2 | 3 | 4 | 5 | 6 | 7 | 8 | 9 | 10 | 11 | 12 | 13 | 14 | 15 | 16 | 17 | 18 | 19 | 20 | 21 | 22 | 23 | 24 | 25 | 26 | 27 | 28 | 29 | 30 | 31 | 32 | 33 | 34 |
| --------- | -- | - | - | - | - | - | - | - | - | -- | -- | -- | -- | -- | -- | -- | -- | -- | -- | -- | -- | -- | -- | -- | -- | -- | -- | -- | -- | -- | -- | -- | -- | -- |
| Luogo     | C  | T | C | T | C | T | C | T | C | T  | C  | T  | T  | C  | T  | C  | T  | T  | C  | T  | C  | T  | C  | T  | C  | T  | C  | T  | C  | C  | T  | C  | T  | C  |
| Risultato | N  | V | V | P | V | N | V | V | P | P  | P  | N  | N  | V  | P  | V  | P  | P  | V  | N  | V  | V  | V  | V  | V  | N  | V  | N  | N  | P  | V  | P  | P  | V  |
| Posizione | 10 | 4 | 1 | 6 | 3 | 6 | 4 | 3 | 4 | 7  | 8  | 9  | 8  | 6  | 8  | 7  | 8  | 10 | 7  | 7  | 7  | 6  | 5  | 5  | 5  | 6  | 6  | 6  | 6  | 6  | 6  | 6  | 6  | 6  |

Legenda:

Luogo: C = Casa; T = Trasferta. Risultato: V = Vittoria; N = Pareggio; P = Sconfitta.

### Statistiche dei giocatori
| Giocatore      | 2. Bundesliga | 2. Bundesliga | 2. Bundesliga | 2. Bundesliga | Coppa di Germania | Coppa di Germania | Coppa di Germania | Coppa di Germania | Coppa UEFA | Coppa UEFA | Coppa UEFA  | Coppa UEFA | Totale   | Totale | Totale      | Totale     |
| Giocatore      | Presenze      | Reti          | Ammonizioni   | Espulsioni    | Presenze          | Reti              | Ammonizioni       | Espulsioni        | Presenze   | Reti       | Ammonizioni | Espulsioni | Presenze | Reti   | Ammonizioni | Espulsioni |
| -------------- | ------------- | ------------- | ------------- | ------------- | ----------------- | ----------------- | ----------------- | ----------------- | ---------- | ---------- | ----------- | ---------- | -------- | ------ | ----------- | ---------- |
| J. Balcárek    | 28            | 0             | 2             | 0             | 2                 | 0                 | 1                 | 0                 | 2          | 0          | 0           | 0          | 32       | 0      | 3           | 0          |
| M. Benthin     | 2             | 0             | 1             | 0             | 0                 | 0                 | 0                 | 0                 | 0          | 0          | 0           | 0          | 2        | 0      | 1           | 0          |
| S. Beuckert    | 32            | 0             | 3             | 0             | 3                 | 0                 | 0                 | 0                 | 4          | 0          | 0           | 0          | 39       | 0      | 3           | 0          |
| F. Chifon      | 15            | 1             | 3             | 0             | 2                 | 0                 | 0                 | 0                 | 4          | 1          | 1           | 0          | 21       | 2      | 4           | 0          |
| L. Dinc        | 0             | 0             | 0             | 0             | 0                 | 0                 | 0                 | 0                 | 0          | 0          | 0           | 0          | 0        | 0      | 0           | 0          |
| P. Divić       | 18            | 7             | 2             | 0             | 1                 | 1                 | 0                 | 0                 | 0          | 0          | 0           | 0          | 19       | 8      | 2           | 0          |
| D. Ernemann    | 30            | 1             | 8             | 0             | 1                 | 0                 | 0                 | 1                 | 3          | 0          | 1           | 0          | 34       | 1      | 9           | 1          |
| C. Fiél        | 33            | 7             | 6             | 0             | 3                 | 1                 | 1                 | 0                 | 4          | 0          | 0           | 0          | 40       | 8      | 7           | 0          |
| C. Fährmann    | 3             | 0             | 1             | 0             | 0                 | 0                 | 0                 | 0                 | 0          | 0          | 0           | 0          | 3        | 0      | 1           | 0          |
| H. Isa         | 29            | 9             | 1             | 0             | 3                 | 0                 | 0                 | 0                 | 3          | 0          | 0           | 0          | 35       | 9      | 1           | 0          |
| H. Koilov      | 31            | 1             | 6             | 0             | 2                 | 0                 | 0                 | 0                 | 4          | 1          | 0           | 0          | 37       | 2      | 6           | 0          |
| I. Kozák       | 26            | 0             | 4             | 0             | 3                 | 0                 | 1                 | 0                 | 2          | 0          | 0           | 0          | 31       | 0      | 5           | 0          |
| E. Kremenliev  | 11            | 0             | 0             | 0             | 2                 | 0                 | 1                 | 0                 | 4          | 0          | 0           | 0          | 17       | 0      | 1           | 0          |
| S. Menze       | 32            | 6             | 5             | 0             | 2                 | 1                 | 0                 | 0                 | 4          | 0          | 1           | 0          | 38       | 7      | 6           | 0          |
| R. Nikol       | 34            | 1             | 1             | 0             | 3                 | 0                 | 0                 | 0                 | 4          | 0          | 0           | 0          | 41       | 1      | 1           | 0          |
| C. Okeke       | 24            | 2             | 0             | 0             | 3                 | 0                 | 0                 | 0                 | 2          | 0          | 0           | 0          | 29       | 2      | 0           | 0          |
| T. Persich     | 22            | 0             | 1             | 0             | 3                 | 0                 | 2                 | 0                 | 4          | 0          | 1           | 0          | 29       | 0      | 4           | 0          |
| S. Ristić      | 30            | 14            | 2             | 0             | 3                 | 0                 | 0                 | 0                 | 4          | 1          | 0           | 0          | 37       | 15     | 2           | 0          |
| A. Ruhmland    | 0             | 0             | 0             | 0             | 0                 | 0                 | 0                 | 0                 | 0          | 0          | 0           | 0          | 0        | 0      | 0           | 0          |
| M. Tredup      | 5             | 0             | 0             | 0             | 0                 | 0                 | 0                 | 0                 | 0          | 0          | 0           | 0          | 5        | 0      | 0           | 0          |
| S. Veit        | 4             | 0             | 0             | 0             | 0                 | 0                 | 0                 | 0                 | 0          | 0          | 0           | 0          | 4        | 0      | 0           | 0          |
| K. Vidolov     | 34            | 10            | 3             | 0             | 3                 | 1                 | 0                 | 0                 | 4          | 0          | 0           | 0          | 41       | 11     | 3           | 0          |
| P. Vogel       | 0             | 0             | 0             | 0             | 0                 | 0                 | 0                 | 0                 | 0          | 0          | 0           | 0          | 0        | 0      | 0           | 0          |
| R. Wulnikowski | 2             | 0             | 0             | 0             | 1                 | 0                 | 0                 | 0                 | 0          | 0          | 0           | 0          | 3        | 0      | 0           | 0          |
| M. Zechner     | 4             | 0             | 0             | 0             | 1                 | 0                 | 0                 | 0                 | 1          | 0          | 0           | 0          | 6        | 0      | 0           | 0          |
| B. Đurković    | 21            | 1             | 2             | 0             | 1                 | 1                 | 0                 | 0                 | 3          | 1          | 0           | 0          | 25       | 3      | 2           | 0          |